# Ctenus
Ctenus is een geslacht van spinnen uit de  familie van de Ctenidae (kamspinnen).

## Soorten
- Ctenus abditus Arts, 1912
- Ctenus adustus (Keyserling, 1877)
- Ctenus agroecoides (Thorell, 1881)
- Ctenus albofasciatus F. O. Pickard-Cambridge, 1897
- Ctenus alienus F. O. Pickard-Cambridge, 1900
- Ctenus amanensis Strand, 1907
- Ctenus amphora Mello-Leitão, 1930
- Ctenus anahitaeformis Benoit, 1981
- Ctenus anahitiformis Strand, 1909
- Ctenus auricomus Arts, 1912
- Ctenus avidus Bryant, 1948
- Ctenus bahamensis Strand, 1907
- Ctenus bicolor (Bertkau, 1880)
- Ctenus bigibbosus Benoit, 1980
- Ctenus bilobatus F. O. Pickard-Cambridge, 1900
- Ctenus blumenauensis Strand, 1909
- Ctenus bolivicola Strand, 1907
- Ctenus bueanus Strand, 1916
- Ctenus calcaratus F. O. Pickard-Cambridge, 1900
- Ctenus calderitas Alayón, 2002
- Ctenus caligineus Arts, 1912
- Ctenus captiosus Gertsch, 1935
- Ctenus capulinus (Karsch, 1879)
- Ctenus catherine Polotow & Brescovit, 2012
- Ctenus cavaticus Arts, 1912
- Ctenus celisi Benoit, 1981
- Ctenus coccineipes Pocock, 1903
- Ctenus colombianus Mello-Leitão, 1941
- Ctenus colonicus Arts, 1912
- Ctenus complicatus Franganillo, 1946
- Ctenus constrictus Benoit, 1981
- Ctenus convexus F. O. Pickard-Cambridge, 1900
- Ctenus cruciatus Franganillo, 1930
- Ctenus crulsi Mello-Leitão, 1930
- Ctenus darlingtoni Bryant, 1948
- Ctenus datus Strand, 1909
- Ctenus decemnotatus Simon, 1909
- Ctenus decorus (Gerstaecker, 1873)
- Ctenus delesserti (Caporiacco, 1947)
- Ctenus denticulatus Benoit, 1981
- Ctenus dilucidus Simon, 1909
- Ctenus doloensis Caporiacco, 1940
- Ctenus drassoides (Karsch, 1879)
- Ctenus dreyeri Strand, 1906
- Ctenus dubius Walckenaer, 1805
- Ctenus efferatus Arts, 1912
- Ctenus elgonensis Benoit, 1978
- Ctenus ellacomei F. O. Pickard-Cambridge, 1902
- Ctenus embolus Benoit, 1981
- Ctenus ensiger F. O. Pickard-Cambridge, 1900
- Ctenus esculentus Arts, 1912
- Ctenus excavatus F. O. Pickard-Cambridge, 1900
- Ctenus exlineae Peck, 1981
- Ctenus facetus Arts, 1912
- Ctenus falcatus F. O. Pickard-Cambridge, 1902
- Ctenus falciformis Benoit, 1981
- Ctenus falconensis Schenkel, 1953
- Ctenus fasciatus Mello-Leitão, 1943
- Ctenus fernandae Brescovit & Simó, 2007
- Ctenus feshius Benoit, 1979
- Ctenus guantanamo (Alayón, 2001)
- Ctenus gulosus Arts, 1912
- Ctenus haina Alayón, 2004
- Ctenus haitiensis Strand, 1909
- Ctenus hibernalis Hentz, 1844
- Ctenus hiemalis Bryant, 1948
- Ctenus holmi Benoit, 1978
- Ctenus humilis (Keyserling, 1887)
- Ctenus hygrophilus Benoit, 1977
- Ctenus idjwiensis Benoit, 1979
- Ctenus igatu Polotow, Cizauskas & Brescovit, 2022
- Ctenus inaja Höfer, Brescovit & Gasnier, 1994
- Ctenus insulanus Bryant, 1948
- Ctenus jaminauensis Mello-Leitão, 1936
- Ctenus jaragua Alayón, 2004
- Ctenus kenyamontanus Benoit, 1978
- Ctenus kipatimus Benoit, 1981
- Ctenus lacertus Benoit, 1979
- Ctenus latitabundus Arts, 1912
- Ctenus lejeunei Benoit, 1977
- Ctenus leonardi Simon, 1909
- Ctenus levipes Arts, 1912
- Ctenus longicalcar Kraus, 1955
- Ctenus lubwensis Benoit, 1979
- Ctenus macellarius Simon, 1909
- Ctenus maculatus Franganillo, 1931
- Ctenus maculisternis Strand, 1909
- Ctenus magnificus Arts, 1912
- Ctenus malvernensis Petrunkevitch, 1910
- Ctenus manauara Höfer, Brescovit & Gasnier, 1994
- Ctenus manni Bryant, 1948
- Ctenus medius Keyserling, 1891
- Ctenus minimus F. O. Pickard-Cambridge, 1897
- Ctenus minor F. O. Pickard-Cambridge, 1897
- Ctenus mitchelli Gertsch, 1971
- Ctenus modestus Simon, 1897
- Ctenus monticola Bryant, 1948
- Ctenus musosanus Benoit, 1979
- Ctenus naranjo Alayón, 2004
- Ctenus nigritarsis (Pavesi, 1897)
- Ctenus nigritus F. O. Pickard-Cambridge, 1897
- Ctenus nigrolineatus Berland, 1913
- Ctenus nigromaculatus Thorell, 1899
- Ctenus noctuabundus Arts, 1912
- Ctenus obscurus (Keyserling, 1877)
- Ctenus oligochronius Arts, 1912
- Ctenus ornatus (Keyserling, 1877)
- Ctenus ottleyi (Petrunkevitch, 1930)
- Ctenus paranus Strand, 1909
- Ctenus parvoculatus Benoit, 1979
- Ctenus parvus (Keyserling, 1877)
- Ctenus paubrasil Brescovit & Simó, 2007
- Ctenus pauloterrai Brescovit & Simó, 2007
- Ctenus peregrinus F. O. Pickard-Cambridge, 1900
- Ctenus pilosus Franganillo, 1930
- Ctenus pogonias Thorell, 1899
- Ctenus potteri Simon, 1901
- Ctenus pulchriventris (Simon, 1897)
- Ctenus racenisi Caporiacco, 1955
- Ctenus ramosi Alayón, 2002
- Ctenus ravidus (Simon, 1886)
- Ctenus rectipes F. O. Pickard-Cambridge, 1897
- Ctenus renivulvatus Strand, 1906
- Ctenus rivulatus Pocock, 1900
- Ctenus rubripes Keyserling, 1881
- Ctenus rwandanus Benoit, 1981
- Ctenus saltensis Strand, 1909
- Ctenus satanas Strand, 1909
- Ctenus serratipes F. O. Pickard-Cambridge, 1897
- Ctenus serrichelis Mello-Leitão, 1922
- Ctenus sexmaculatus Roewer, 1961
- Ctenus siankaan Alayón, 2002
- Ctenus sigma (Schenkel, 1953)
- Ctenus silvaticus Benoit, 1981
- Ctenus similis F. O. Pickard-Cambridge, 1897
- Ctenus somaliensis Benoit, 1979
- Ctenus spectabilis Lessert, 1921
- Ctenus spiculus F. O. Pickard-Cambridge, 1897
- Ctenus spiralis F. O. Pickard-Cambridge, 1900
- Ctenus supinus F. O. Pickard-Cambridge, 1900
- Ctenus tenuipes Denis, 1955
- Ctenus torvus Pavesi, 1883
- Ctenus transvaalensis Benoit, 1981
- Ctenus trinidensis (Alayón, 2001)
- Ctenus uluguruensis Benoit, 1979
- Ctenus undulatus Steyn & Van der Donckt, 2003
- Ctenus unilineatus Simon, 1898
- Ctenus vagus Blackwall, 1866
- Ctenus validus Denis, 1955
- Ctenus valverdiensis Peck, 1981
- Ctenus vatovae Caporiacco, 1940
- Ctenus vehemens Keyserling, 1891
- Ctenus vespertilio Mello-Leitão, 1941
- Ctenus villasboasi Mello-Leitão, 1949
- Ctenus vividus Blackwall, 1865
- Ctenus w-notatus Petrunkevitch, 1925
- Ctenus walckenaeri Griffith, 1833